# Comisii ale Parlamentului României
În Parlamentul României, o comisie parlamentară reprezintă grupuri parlamentare care au drept rol facilitarea activității legislativului, cu scopul colaborării dintre parlamentari pe temele desemnate. 
Comisii parlamentare pot exista atât în Senat, cât și în Camera Deputaților. Acestea pot avea numeroase roluri, fiind comisii permanente, speciale, de anchetă sau de mediere. 
Comisiile sunt conduse de un președinte, și își au propriile ședințe. Președinții au atribuții disciplinare, putând, asemenea președinților celor două Camere ale Parlamentului, să impună un număr de sancțiuni asupra comisiei, cu scopul menținerii ordinii în cadrul ședințelor.